# 津村亜紀
津村 亜紀（つむら あき、1978年6月6日 - ）は、日本の女性モデル、タレント。
兵庫県宝塚市出身。オスカープロモーションに所属していた。

## 略歴・人物
- 1999年、JGTC「カルソニックレディ」としてレースクイーン活動を開始。2001年には村上麻里恵と共にフォーミュラ・ニッポン「excite TEAM IMPUL」のレースクイーンを務めた。
- 2002年には、同じ事務所に所属する北川弘美らと共に『グラビア隊』というユニットを結成。いくつかの雑誌でグラビアを飾る傍ら、ボランティアとしてチャリティー活動も行った。
- 現在は2男1女の母[2]として子育てしながらモデル活動する一方、ピアノ講師としてスクールを立ち上げ[1]、コンサートにも出演するなどしている。
- 趣味はドライブ、ヨガ、料理。

## 出演

### テレビドラマ
- 独身3!!（2003年、テレビ朝日）

### 映画
- LADY DROP（2003年、ENGEL）

### 舞台
- リレイヤーⅢ（2003年11月20日 - 24日、ウッディシアター中目黒）

### イベント
- NISMO FESTIVAL at FISCO‘99（1999年11月21日、富士スピードウェイ）[3]
- 東京オートサロン「BOMEXブース」（2001年1月12日 - 14日、幕張メッセ）
- 東京モーターショー「三菱自動車ブース」（2001年10月26日 - 11月7日、幕張メッセ）